# Stictoporella frondosa
Stictoporella frondosa är en mossdjursart som först beskrevs av Pocta 1894.  Stictoporella frondosa ingår i släktet Stictoporella och familjen Stictoporellidae. Inga underarter finns listade i Catalogue of Life.